# NGC 4301
NGC 4301 (NGC 4303A) je prečkasta spiralna galaktika u zviježđu Djevici. Naknadno je utvrđeno da je NGC 4303A ista galaktika.

## Vanjske poveznice
- (eng.) SEDS: NGC 4301
- (eng.) Revidirani Novi opći katalog
- (eng.) Izvangalaktička baza podataka NASA-e i IPAC-a
- (eng.) Astronomska baza podataka SIMBAD
- (eng.) VizieR